# 4980 Магомаєв
4980 Магомаєв (4980 Magomaev) — астероїд головного поясу, відкритий 19 вересня 1974 року.
Тіссеранів параметр щодо Юпітера — 3,178.